# Erythrogonia
Erythrogonia är ett släkte av insekter. Erythrogonia ingår i familjen dvärgstritar.

## Dottertaxa tillErythrogonia, i alfabetisk ordning[1]
- Erythrogonia accepta
- Erythrogonia albovittata
- Erythrogonia amicula
- Erythrogonia anduzei
- Erythrogonia areolata
- Erythrogonia aurivagula
- Erythrogonia bakula
- Erythrogonia bicolor
- Erythrogonia calva
- Erythrogonia colorata
- Erythrogonia comensa
- Erythrogonia diversa
- Erythrogonia dottaga
- Erythrogonia dubia
- Erythrogonia duplicata
- Erythrogonia eburata
- Erythrogonia ekila
- Erythrogonia elegantula
- Erythrogonia excisa
- Erythrogonia execta
- Erythrogonia fissonustula
- Erythrogonia fractina
- Erythrogonia gossana
- Erythrogonia hertha
- Erythrogonia imitatricula
- Erythrogonia incerta
- Erythrogonia insolana
- Erythrogonia jucunda
- Erythrogonia jumaca
- Erythrogonia kokomona
- Erythrogonia ladonia
- Erythrogonia laeta
- Erythrogonia laudata
- Erythrogonia leucospila
- Erythrogonia marilis
- Erythrogonia melichari
- Erythrogonia meridionalis
- Erythrogonia mixta
- Erythrogonia nativa
- Erythrogonia notara
- Erythrogonia notatula
- Erythrogonia odonsera
- Erythrogonia onerata
- Erythrogonia partita
- Erythrogonia pectinata
- Erythrogonia phoenicea
- Erythrogonia plagiella
- Erythrogonia priscilla
- Erythrogonia proterva
- Erythrogonia quadriguttata
- Erythrogonia quadriplagiata
- Erythrogonia quissota
- Erythrogonia relegata
- Erythrogonia separata
- Erythrogonia servilis
- Erythrogonia sexguttata
- Erythrogonia socialis
- Erythrogonia sonora
- Erythrogonia sparta
- Erythrogonia splendida
- Erythrogonia spottana
- Erythrogonia taklara
- Erythrogonia triplicula
- Erythrogonia usabida
- Erythrogonia vaccoma
- Erythrogonia warsula
- Erythrogonia velox
- Erythrogonia xiperca
- Erythrogonia yestula
- Erythrogonia zizacula